# Love U/Hate U
Love U/Hate U è un singolo del gruppo musicale italiano Boomdabash, pubblicato il 31 maggio 2024.

## Video musicale
In concomitanza con l'uscita del singolo viene pubblicato sul canale YouTube del gruppo il lyric video del brano. Il 18 giugno 2024 viene poi reso disponibile anche il video musicale, diretto da Diego Ferri.

## Tracce
Testi e musiche di Alessandro Merli, Angelo Rogoli, Davide Petrella, Fabio Clemente e Jacopo Angelo Èttorre.
1. Love U/Hate U – 3:03

## Classifiche
| Classifica (2024) | Posizione massima |
| ----------------- | ----------------- |
| Italia            | 80                |